# Министр иностранных дел Словении
Министр иностранных дел Словении (словен. Minister za zunanje zadeve Republike Slovenije) — министерский пост в правительстве Словении, глава министерства иностранных дел Словении, отвечающий за иностранные дела государства. Пост учреждён в 1990 году после начала распада Югославии.
В настоящее время министерство иностранных дел Словении возглавляет Таня Файон.

## Министры иностранных дел Словении с 1990 года
- Димитрий Рупель — (16 мая 1990 — 25 января 1993);
- Лойзе Петерле — (25 января 1993 — 31 октября 1994);
- Зоран Талер — (26 января 1995 — 16 мая 1996);
- Даворин Крацун — (19 июля 1996 — 27 февраля 1997);
- Зоран Талер — (27 февраля — 25 сентября 1997);
- Борис Фрлец — (25 сентября 1997 — 2 февраля 2000);
- Димитрий Рупель — (2 февраля — 7 июня 2000);
- Лойзе Петерле — (7 июня — 30 ноября 2000);
- Димитрий Рупель — (30 ноября 2000 — 6 июля 2004);
- Иво Вайгль — (6 июля — 3 декабря 2004);
- Димитрий Рупель — (3 декабря 2004 — 21 ноября 2008);
- Самуэль Збогар — (21 ноября 2008 — 10 февраля 2012);
- Карл Эрьявц — (10 февраля 2012 — 13 сентября 2018);
- Мирослав Церар — (13 сентября 2018 — 13 марта 2020);
- Анже Логар — (13 марта 2020 — 1 июня 2022);
- Таня Файон (1 июня 2022 — н. в.)